# Vado Ancho, Mexiko
Vado Ancho är en ort i Mexiko.   Den ligger i kommunen Siltepec och delstaten Chiapas, i den sydöstra delen av landet, 800 km sydost om huvudstaden Mexico City. Vado Ancho ligger 663 meter över havet och antalet invånare är 178.
Terrängen runt Vado Ancho är bergig åt sydost, men åt nordväst är den kuperad. Vado Ancho ligger nere i en dal. Runt Vado Ancho är det ganska tätbefolkat, med 111 invånare per kvadratkilometer. Närmaste större samhälle är Frontera Comalapa, 19,5 km öster om Vado Ancho. I omgivningarna runt Vado Ancho växer huvudsakligen savannskog.